# Har Manor
Har Manor (hebreiska: הר מנור) är ett berg i Israel, på gränsen till Libanon. Det ligger i den norra delen av landet. Toppen på Har Manor är 525 meter över havet.
Terrängen runt Har Manor är kuperad. Runt Har Manor är det ganska tätbefolkat, med 90 invånare per kvadratkilometer. Närmaste större samhälle är Maalot Tarshīhā, 8,5 km söder om Har Manor. Trakten runt Har Manor består till största delen av jordbruksmark.